# Aïssata Tall Sall
Aïssata Tall Sall (ur. 12 grudnia 1957 w Podorze) – senegalska prawniczka i polityk, od 1 listopada 2020 do 11 października 2023 minister spraw zagranicznych Senegalu, a od 11 października 2023 do 2 kwietnia 2024 roku minister sprawiedliwości.

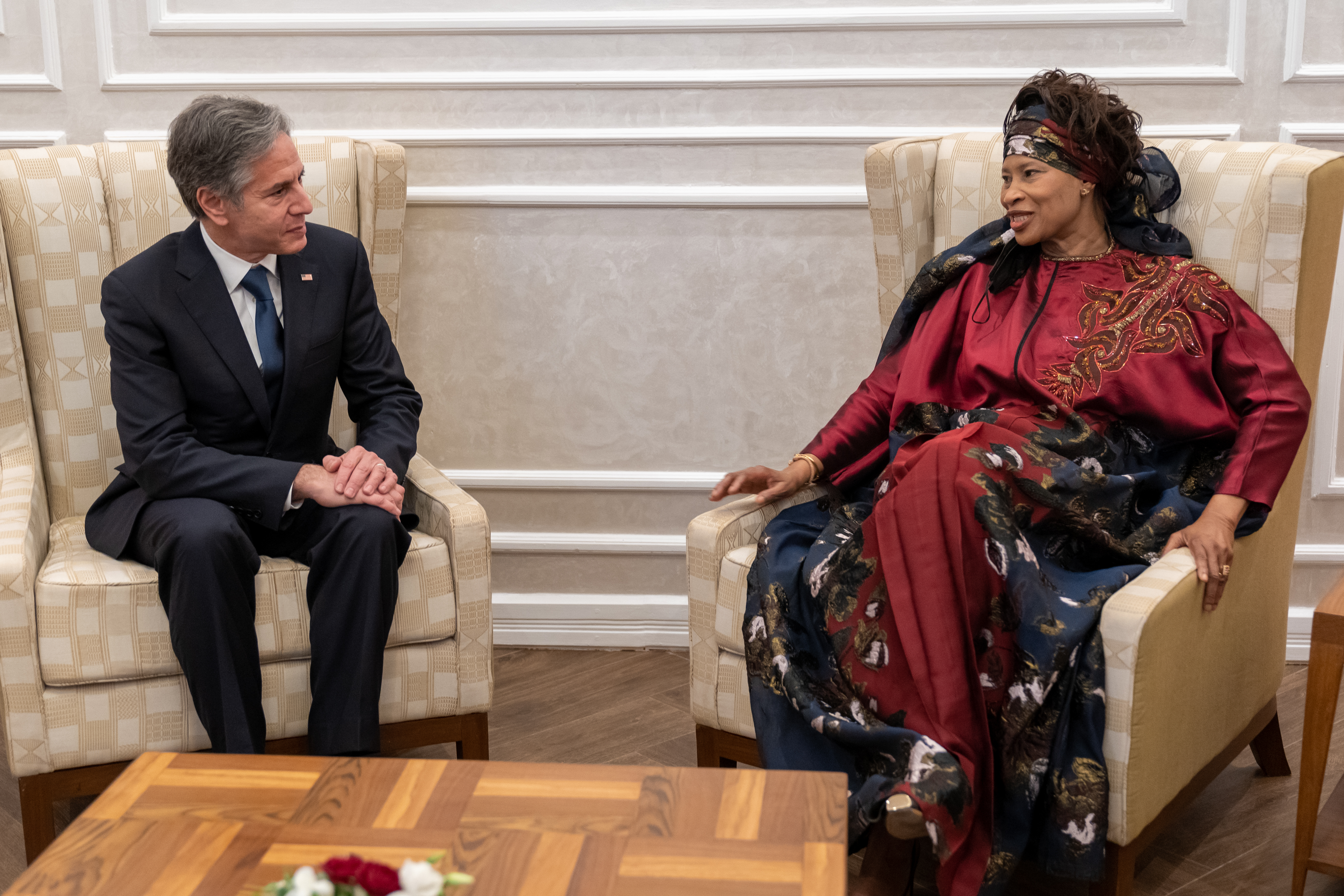
Tall i Antony Blinken, sekretarz stanu USA, na spotkaniu w 2021 roku

## Życiorys
Pochodzi z rodziny Marabutów i jest najstarsza z dziesięciorga rodzeństwa. Studiowała prawo na Université Cheikh Anta Diop w Dakarze, później pracowała jako prawniczka. W procesach sądowych reprezentowała iworyjskich generałów Lassana Palenfo i Ibrahima Coulibaly'ego, przywódcę Mauretanii Muhammada Chuna uld Hajdalla, premiera Togo Agbéyomé Kodjo i tymczasowego prezydenta Mali Dioncounda Traoré. W latach 1998–2000 była ministrem komunikacji i rzecznikiem rządu w rządzie Mamadou Lamine Louma. W kwietniu 2009 roku została burmistrzem Podoru, którym była do 11 lutego 2022. W 2019 roku udzieliła poparcia ubiegającemu się o reelekcję prezydentowi Macky Sallowi. 1 listopada 2020 roku została ministrem spraw zagranicznych, zostając pierwszą kobietą na tym stanowisku w historii państwa. W listopadzie 2021 roku spotkała się z Antony Blinkenem, sekretarzem stanu USA. Na wieść o zamachu stanu w Nigrze w 2023 roku wyraziła zaniepokojenie sytuacją i zadeklarowała, iż Senegal weźmie udział w ewentualnej interwencji ECOWAS w tym państwie. 11 października objęła stanowisko ministra sprawiedliwości, odchodząc z urzędu ministra spraw zagranicznych. W marcu 2024 roku złożyła przyjęty projekt o amnestie dla odpowiedzialnych za przemoc polityczną w państwie w lutym 2021 i 2024 roku. W wyniku tego wypuszczonych z więzienia zostało 344 więźniów politycznych. Po zwycięstwie Bassirou Diomaye Faye w wyborach prezydenckich w 2024 roku nie znalazła się w składzie nowego rządu.
Była rzeczniczką swojej partii. Kilkukrotnie wyrażała chęć objęcia urzędu prezydenta Senegalu.

## Życie prywatne
Jej mężem jest sędzia Issa Tall.